# Associazione Nazionale Centri Storico-Artistici
L’Associazione Nazionale Centri Storico-Artistici (il cui acronimo è ANCSA) è stata fondata nel 1961 a Gubbio.
I suoi soci fondatori sono Giovanni Astengo, V. Baldelli, M. Belardi, M. Benedetti, E. Caracciolo, L. Contenti, G. Martelli, V. Parlavecchio, C. Ripamonti, M. Roffi, G. Romano, E.R. Trincanato; i Comuni di Ascoli Piceno, Bergamo, Erice, Ferrara, Genova, Gubbio, Perugia e Venezia; l'Ente Provinciale per il Turismo di Perugia; l'Azienda Autonoma di Soggiorno Turistico di Gubbio; l'Istituto per le Case Popolari della provincia di Perugia.
Tra i suoi iscritti Giuseppe Samonà, Gino Bottoni, Luigi Carlo Daneri, Giancarlo De Carlo, Roberto Pane, Gino Gazzola, Renato Bonelli e Giulio Carlo Argan (che ne fu anche presidente).
La principale finalità dell'Associazione è quella di promuovere iniziative culturali e operative per sostenere le azioni delle amministrazioni pubbliche per la salvaguardia e la riqualificazione delle strutture insediative esistenti. Tali attività si svolgono attraverso convegni, seminari pubblici, redazione di linee guida, riconoscimenti attribuiti ai soggetti che si occupano di intervenire nei centri storici, nonché attraverso le attività delle sezioni regionali e interregionali.

## Soci
I soci dell'Associazione sono Regioni, Province, Comuni Italiani, Strutture universitarie, enti pubblici e privati, studiosi e cultori.
L'ingresso è approvato dal direttivo nazionale su proposta degli attuali soci dell'Associazione.

## Organi
- Presidente - Stefano Storchi
- Consiglio direttivo - Il Consiglio Direttivo dell'Associazione è costituito da Alessandro Benetti, Letizia Carrera, Marika Fior, Franco Mancuso (presidente emerito), Bruna Di Palma, Chiara Nifosì, Nicola Russi (Responsabile Premio Gubbio), Manuela Raitano, Laura Zanini, Fabrizio Toppetti (coordinatore del Comitato Scientifico, Mauro Volpiano (presidente sez. interreg. Piemonte-Valle d'Aosta), e dagli Enti soci: Comune di Bergamo, Comune di Bologna, Comune di Gubbio, Comune di Livorno, Comune di Parma, Comune di Ragusa, Parco dei Colli di Bergamo, Regione Toscana.
- Vicepresidenti - Bruna di Palma, Mauro Volpiano, Comune di Bergamo
- Segretario Generale - Marika Fior
- Tesoreria - Oscar Locatelli
- Presidenti sezioni Regionali
- Giunta Esecutiva - Stefano Storchi, Bruna Di Palma, Mauro Volpiano, Comune di Bergamo, Marika Fior, Comune di Livorno, Fabrizio Toppetti, Oscar Locatelli
- Probiviri - Giovanni Cerfogli, Giacinto Donvito, Comune di Venosa
- Comitato scientifico -

## Storia
I prodromi della nascita dell'associazione sono da individuare nel 1960, quando un gruppo di architetti, urbanisti, conservatori, storici e pubblici amministratori, si riunì in un Congresso Nazionale, il 17-18-19 settembre, per dibattere la salvaguardia e il risanamento dei centri storici. Il congresso venne promosso da Giovanni Astengo e, tra i relatori, spiccano i nomi di G. Samonà, A. Cederna, M. Manieri Elia e molti altri. Il seminario si concluse con una dichiarazione finale che prese successivamente il nome di Carta di Gubbio. In quell'occasione si auspicava la fondazione di un comitato permanente che si occupasse della questione del risanamento dei centri antichi.
L'anno successivo (1961), infatti, venne fondata l'Associazione Nazionale Centri Storico-Artistici e varato il primo Statuto.
Le attività dell'ente sono testimoniate dal dibattito svolto a partire dal 1962 sino ad oggi nei seminari e nei convegni i cui atti sono stati in quasi tutti i casi pubblicati. L'ultimo convegno nazionale si è svolto a Gubbio nel 2011. Altre linee di azione sono i progetti e gli accordi internazionali, che si svolgono attraverso la collaborazione con istituzioni, dipartimenti universitari ed enti stranieri.
Un'ulteriore iniziativa di notevole prestigio intrapresa dall'ANCSA è quella del Premio Gubbio, istituito nel 1990. Il Premio si propone di promuovere l'avanzamento delle modalità di intervento sulla città e sul territorio storico attraverso le esperienze più significative che hanno avuto luogo nell'ambito della riqualificazione urbana e del recupero del patrimonio edilizio storico.

## Carta di Gubbio
La Carta di Gubbio è l'esito della dichiarazione finale approvata nel 1960 durante il Congresso Nazionale svolto nella città umbra. Essa riconosce l'importanza nazionale dei problemi che riguardano i centri storici e ritiene urgente procedere con la ricognizione e classificazione degli insediamenti di valore storico-ambientale e delle zone che devono essere salvaguardate e risanate, quale premessa allo stesso sviluppo della città moderna. La carta prevede, inoltre, che vengano disposti i vincoli di salvaguardia e la sospensione di ogni intervento edificatorio, in attesa della predisposizione di Piani di Risanamento Conservativo. Importanti sono le modalità operative del documento, che rifiuta i criteri del ripristino e delle aggiunte stilistiche, della demolizione di edifici anche modesti e non ammette che vi siano diradamenti del tessuto, isolamento dei monumenti, nuovi inserimenti in ambiente antico come azioni isolate non inserite in un quadro complessivo di trasformazioni urbanistiche.
Nel 1990 l'Associazione si è fatta promotrice di un secondo documento, di ripensamento critico e di attualizzazione della Carta trent'anni dopo la sua pubblicazione. La dichiarazione nota anche come “Seconda Carta di Gubbio” o “Carta di Gubbio 90”, profila una nuova più ampia attenzione all'intera struttura storica della città, al suo territorio, al paesaggio come insieme interconnesso di sistemi territoriali di valore storico-culturale. Supera, inoltre, la visione strettamente legata al territorio nazionale per porsi in una più ampia ottica comunitaria.

## Statuto
Lo Statuto dell'Associazione è stato costituito nel 1961 esso è composto da XIII titoli e 39 articoli in cui vengono descritti gli scopi, gli organi e le disposizioni generali e transitorie.
Gli scopi che l'ANCSA si propone vengono descritti nel Titolo I, articolo 3 e sono numerosi, i principali:
- promuovere studi e ricerche, per la salvaguardia, il recupero e la valorizzazione culturale delle città e dei territori di interesse storico, artistico e ambientale
- raccogliere e coordinare ciò che si ricava dagli studi e dalle ricerche, questo viene compiuto dai Comuni, da altri Enti interessati, da docenti universitari e studiosi ed esperti nelle discipline architettoniche ed urbanistiche;
- promuovere la riunione di tutti gli Enti o persone aventi interesse a tale opera di valorizzazione culturale e salvaguardia;
- promuovere, per mezzo dei Comuni, interventi di recupero e valorizzazione culturale, anche a carattere sperimentale, in ambienti storici e cooperare alla loro attuazione prestando agli Enti o privati interessati, opera di consulenza critica e di assistenza tecnica;
- attuare direttamente tali interventi sui beni a carattere storico ed artistico acquisiti al proprio patrimonio;
- promuovere provvedimenti legislativi ed amministrativi utili per l'attuazione degli interventi a carattere anche sperimentale e successivamente, sulla base delle esperienze così acquisite, provvedimenti a carattere generale di valorizzazione culturale e di salvaguardia;
- promuovere la formazione di una rete europea di città e territori aventi eguale interesse storico, artistico e ambientale al fine di confrontare, coordinare e promuovere politiche di salvaguardia, recupero e valorizzazione culturale ;
- organizzare e gestire con cadenza triennale il "Premio Gubbio" al fine di dare adeguati riconoscimenti a piani, progetti, studi e ricerche e interventi, redatti ed attuati nell'ambito nazionale ed europeo;
- promuovere e svolgere ogni altra attività ritenuta attinente ai fini sociali.

## Convegni e Seminari
Luoghi fondamentali del dibattito sono da sempre i convegni e i seminari dell'Associazione.
| Anno | Tema |
| 2012 | Il Paesaggio urbano storico: le strategie della nuova raccomandazione UNESCO (in concorso con ANCSA)                                                                       |
| 2011 | Il territorio storico come progetto |
| 2010 | Attualità del territorio storico |
| 2008 | Identità/trasformazione |
| 2007 | Geometria e natura |
| 2006 | Spazi aperti nei contesti storici |
| 2005 | Turismo e centri storici nell'Italia Contemporanea |
| 2003 | Contemporaneità e identità del territorio: le sfide del terzo millennio |
| 2001 | Quali soluzioni? Pedonalizzazione, accessi, parcheggi |
| 2000 | Urbanistica e sicurezza nelle città |
| 1998 | La città storica in Europa: le proposte ANCSA |
| 1997 | - Patrimonio 2000: un progetto per il territorio storico nei prossimi decenni - Il progetto e la norma. Nuovi strumenti per il governo dell'esistente                      |
| 1995 | Il Progetto della demolizione/ La demolizione nel progetto |
| 1994 | - Dimensioni, forme e strategie del progetto - Il territorio storico e la nuova città esistente                                                                            |
| 1992 | - La nuova città esistente: oltre la Carta di Gubbio 1990 - Dichiarazione dei diritti delle città                                                                          |
| 1990 | - L'applicazione della legge Tognoli- Problematiche, prospettive ed azioni di tutela - ANCSA 1960-1990: un contributo italiano alla riqualificazione della città esistente |
| 1989 | La riqualificazione della città meridionale: bilanci e prospettive |
| 1986 | Città esistente e città futura: innovare il recupero |
| 1983 | - Politiche progettuali e gestionali delle amministrazioni locali - Progettare la città esistente                                                                          |
| 1982 | Per una progettualità del riuso |
| 1981 | Bilancio e prospettive per il riuso dei centri storici. Oltre il recupero del patrimonio edilizio esistente                                                                |
| 1978 | Un progetto ANCSA per il recupero del patrimonio edilizio esistente |
| 1975 | La politica ANCSA per i Centri Storici |
| 1974 | - Centri storici nel Mezzogiorno - Riequilibrio territoriale e centri storici                                                                                              |
| 1972 | Salvaguardia e rivitalizzazione dei Centri Storici nel quadro della programmazione e pianificazione urbanistica regionale                                                  |
| 1971 | Una nuova politica per i centri storici |
| 1970 | Per una revisione critica del problema dei centri storici |
| 1969 | I centri storici: prospettive di azione |
| 1966 | Valutazione delle conclusioni della Commissione di indagine sulla valorizzazione e tutela del patrimonio storico-artistico, archeologico e del paesaggio                   |
| 1964 | La posizione dei Comuni circa il risanamento conservativo dei centri storici in relazione alla nuova Legge Urbanistica                                                     |
| 1962 | Progetto di Legge per la tutela e il risanamento conservativo dei Centri storico-artistici                                                                                 |
| 1961 | Salvaguardia e risanamento dei centri storico-artistici. La Carta di Gubbio                                                                                                |